# (8523) Bouillabaisse
(8523) Bouillabaisse est un astéroïde de la ceinture principale.

## Description
(8523) Bouillabaisse est un astéroïde de la ceinture principale. Il fut découvert par Eric Walter Elst le 8 août 1992 à l'ESO. Il présente une orbite caractérisée par un demi-grand axe de 2,35 UA, une excentricité de 0,127 et une inclinaison de 4,54° par rapport à l'écliptique.
Il fut nommé d'après la bouillabaisse, célèbre soupe de poissons, gloire de la cuisine provençale.

## Compléments